# Palau-saverdera

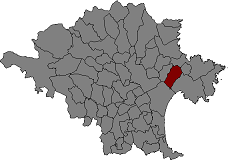
Położenie gminy na mapie comarki Alt Empordà

Palau-saverdera (hiszp. Palau Sabardera) – gmina w Hiszpanii, w Katalonii, w prowincji Girona, w comarce Alt Empordà.
W 2018 roku liczba ludności Palau-saverdera wyniosła 1439 – 718 mężczyzn i 721 kobiet. Powierzchnia gminy wynosi 16,45 km². Palau-saverdera znajduje się na średniej wysokości 78 metrów nad poziomem morza.
W skład gminy, poza miejscowością o nazwie Palau-saverdera, wchodzą również: Bellavista, El Mas Isaac i El Mas Bohera.